# Fung
I Fung  sono un popolo presente tuttora nel Sudan. Le loro origini sono quasi sconosciute,
ma, da documenti storici, si sa che si spostarono nella Nubia dalla regione meridionale del Sudd, all'inizio del XVI secolo, inseguiti dai loro acerrimi nemici Shilluk. Muovendosi verso nord hanno conquistato l'impero creato da Abdallah Jamma e hanno fondato il Regno di Sennar dominando la zona per diversi secoli. La monarchia Fungi del Regno di Sennar venne completamente arabizzata quando il regno fu conquistato, nel 1821, dall'Egitto ottomano, e la lingua araba divenne la loro lingua principale.